# Božena Slabejová
Božena Slabejová, rozená Božena Mrázková (5. července 1920, Slavičín – 13. prosince 2004, Nitra) byla slovenská herečka.
V letech 1938 – 1941 studovala herectví na Státní konzervatoři v Bratislavě. V letech 1941 – 1945 byla členkou Slovenského lidového divadla v Nitře, v letech 1945 – 1946 činohry Slovenského národního divadla v Bratislavě a v letech 1946 – 1952 činohry Nové scény v Bratislavě. Ve své herecké kariéře pokračovala v letech 1953 – 1960 v Dedinském divadle, v letech 1960 – 1965 v Krajském divadle v Trnavě, v letech 1965 – 1967 v bratislavské Tatrarevue a od roku 1967 byla členkou Divadla Andreje Bagara v Nitře.
V divadle ztvárňovala zpočátku komediální postavy plné vitality, optimismu a lidovosti. Vyspělé charakterové role jí poskytl klasický ruský divadelní repertoár. Ve filmech ztvárnila epizodní postavy převážně dobrých žen, matek a babiček.

## Ocenění
- 1983 – dostala titul zasloužilá umělkyně.

## Filmografie
- 1948 – Vlčie diery
- 1954 – Drevená dedina (Dora Hrchútka)
- 1955 – Štvorylka
- 1958 – Dáždnik svätého Petra
- 1958 – Šťastie príde v nedeľu
- 1959 – Muž, ktorý sa nevrátil
- 1960 – Na pochode sa vždy nespieva (Pavková)
- 1960 – Skalní v ofsajde
- 1961 – Tri razy svitá ráno (Brudiarová)
- 1966 – Panna zázračnica (bohatá vdova)
- 1966 – Majster kat
- 1967 – Cézar a detektívi
- 1967 – Tri dcéry
- 1968 – Dialóg 20-40-60
- 1971 – Dosť dobrí chlapi (doručovateľka)
- 1976 – Stratená dolina (prodavačka)
- 1981 – Nevera po slovensky (Kudličková)
- 1987 – Válka volů  – (TV seriál)
- 1990 – Šípová Ruženka